# Futbol Club Barcelona Bàsquet 2005-2006
Questa voce raccoglie le informazioni riguardanti il Futbol Club Barcelona Bàsquet nelle competizioni ufficiali della stagione 2005-2006.

## Stagione
La stagione 2005-2006 del Futbol Club Barcelona Bàsquet è la 48ª nel massimo campionato spagnolo di pallacanestro, la Liga ACB.
All'inizio della nuova stagione la Federazione decise di abolire la distinzione riguardo ai giocatori comunitari, estendendo la classificazione a tutti i Paesi appartenenti alla FIBA Europe.

## Roster
Aggiornato al 14 luglio 2018.
| Winterthur FC Barcelona 2005-06 | Winterthur FC Barcelona 2005-06 |
| Giocatori                       | Staff tecnico                   |
| ------------------------------- | ------------------------------- |

| N. | Naz.                                        | Ruolo | Nome                     | Anno | Alt.   | Peso   |  |
| -- | ------------------------------------------- | ----- | ------------------------ | ---- | ------ | ------ |  |
| 5  | Italia (bandiera)                           | G     | Gianluca Basile          | 1975 | 192 cm | 90 kg  |  |
| 6  | Rep. Centrafricana (bandiera)               | AP    | Romain Sato              | 1981 | 194 cm | 96 kg  |  |
| 7  | Slovenia (bandiera) · Italia (bandiera)     | AC    | Gregor Fučka             | 1971 | 215 cm | 98 kg  |  |
| 8  | Spagna (bandiera)                           | AG    | Jordi Trias              | 1980 | 206 cm | 105 kg |  |
| 9  | Italia (bandiera)                           | C     | Denis Marconato          | 1975 | 212 cm | 110 kg |  |
| 10 | Stati Uniti (bandiera) · Georgia (bandiera) | P     | Shammond Williams        | 1975 | 185 cm | 93 kg  |  |
| 11 | Spagna (bandiera)                           | G     | Juan Carlos Navarro      | 1980 | 192 cm | 82 kg  |  |
| 12 | Stati Uniti (bandiera)                      | P     | Ed Cota                  | 1976 | 186 cm | 88 kg  |  |
| 13 | Serbia e Montenegro (bandiera)              | P     | Miloš Vujanić            | 1980 | 190 cm | 85 kg  |  |
| 14 | Spagna (bandiera)                           | AP    | Rodrigo de la Fuente (C) | 1976 | 200 cm | 99 kg  |  |
| 18 | Grecia (bandiera)                           | C     | Iōannīs Mpourousīs       | 1983 | 215 cm | 115 kg |  |
| 20 | Grecia (bandiera)                           | A     | Michalīs Kakiouzīs       | 1976 | 207 cm | 109 kg |  |
| 21 | Stati Uniti (bandiera)                      | G     | Bootsy Thornton          | 1977 | 195 cm | 88 kg  |  |
| 32 | Spagna (bandiera)                           | P     | Víctor Sada              | 1984 | 192 cm | 90 kg  |  |
| 33 | Spagna (bandiera)                           | C     | Marc Gasol               | 1985 | 215 cm | 106 kg |  |
| 44 | Spagna (bandiera)                           | G     | Roger Grimau             | 1978 | 196 cm | 92 kg  |  |
| -  | Spagna (bandiera)                           | C     | Albert Moncasi           | 1986 | 210 cm | 100 kg |  |

| Allenatore                                                                                 |
| - Duško Ivanović                                                                           |
| Assistente/i                                                                               |
| - Josep Maria Berrocal - Xavi Pascual Legenda - (C) Capitano - (IN) Inattivo - Infortunato |

## Mercato

### Sessione estiva
| Acquisti | Acquisti           | Acquisti          | Acquisti      | Acquisti |
| R.a      | Nome               | da                | Modalità      |          |
| -------- | ------------------ | ----------------- | ------------- | -------- |
| P        | Shammond Williams  | UNICS Kazan'      | definitivo    |          |
| P        | Miloš Vujanić      | Fortitudo Bologna | definitivo    |          |
| A        | Michalīs Kakiouzīs | Mens Sana Siena   | definitivo    |          |
| G        | Gianluca Basile    | Fortitudo Bologna | definitivo    |          |
| C        | Denis Marconato    | Pall. Treviso     | definitivo    |          |
| G        | Bootsy Thornton    | Mens Sana Siena   | definitivo    |          |
| AG       | Jordi Trias        | Girona            | fine prestito |          |

| Cessioni | Cessioni          | Cessioni         | Cessioni       | Cessioni |
| R.       | Nome              | a                | Modalità       |          |
| -------- | ----------------- | ---------------- | -------------- | -------- |
| P        | Vlado Ilievski    | Virtus Roma      | fine contratto |          |
| AG       | Dejan Bodiroga    | Virtus Roma      | fine contratto |          |
| C        | Roberto Dueñas    | Girona           | fine contratto |          |
| AG       | Devin Davis       | Valladolid       | fine contratto |          |
| A        | Christian Drejer  | Virtus Bologna   | fine contratto |          |
| AG       | Andrija Žižić     | Olympiakos       | fine contratto |          |
| C        | Remon van de Hare | Olimpija Lubiana | fine contratto |          |
| AG       | Iván García       | Cornellà         | fine contratto |          |
| C        | Albert Fontet     | Valencia         | fine contratto |          |
| AG       | Ramón Espuña      | L'Hospitalet     | fine contratto |          |

### Dopo l'inizio della stagione
| Acquisti | Acquisti           | Acquisti     | Acquisti         | Acquisti   |
| R.       | Nome               | da           | Data             | Modalità   |
| -------- | ------------------ | ------------ | ---------------- | ---------- |
| P        | Ed Cota            | Free agent   | 16 febbraio 2006 | definitivo |
| AP       | Romain Sato        | Jesi Academy | 17 maggio 2006   | definitivo |
| C        | Iōannīs Mpourousīs | AEK Atene    | maggio 2006      | definitivo |

| Cessioni | Cessioni | Cessioni   | Cessioni       | Cessioni    |
| R.       | Nome     | a          | Data           | Modalità    |
| -------- | -------- | ---------- | -------------- | ----------- |
| P        | Ed Cota  | Free agent | 17 maggio 2006 | rescissione |